# Prínia del Karoo
La prínia del Karoo (Prinia maculosa) és una espècie d'ocell passeriforme del gènere prinia que pertany a la família Cisticolidae pròpia de l'Àfrica austral. Anteriorment es considerava coespecífica de la prínia del Drakensberg però actualment es consideren espècies separades.

## Descripció

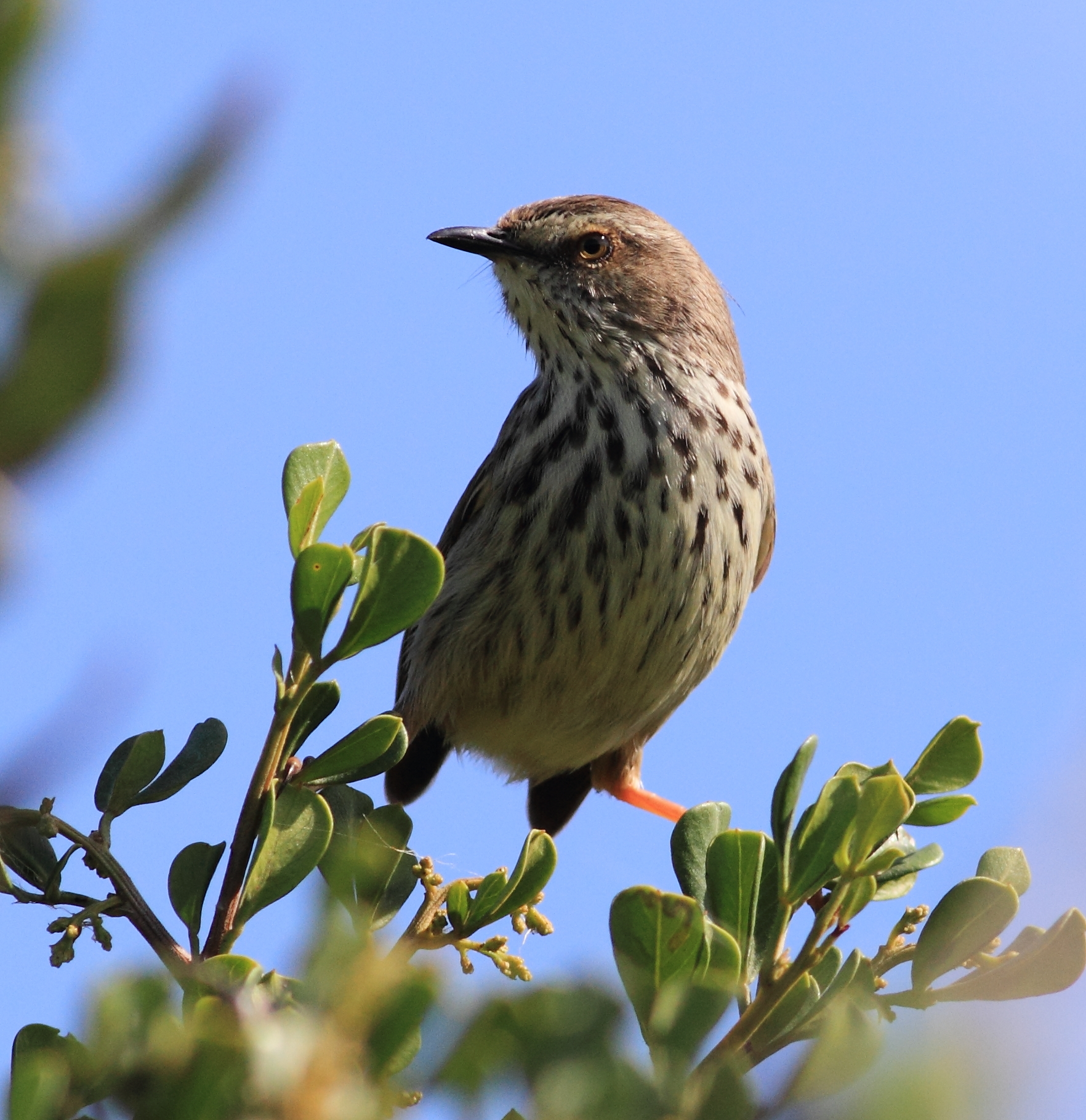
Prínia del Karoo a la Reserva Natural de Rondevlei, Ciutat del Cap, Sud-àfrica.

Es caracteritza per tenir les parts inferiors clapejades.
La prínia del Karoo mesura entre 13–15 cm de longitud total. Té una cua llarga i ales curtes i arrodonides, potes robustes i un bec curt, recte i negre. Les parts superiors són brunes. Presenta llistes supraciliars blanquinoses, igual que la gola i part inferior de la cara, però aquestes amb estriat fosc. La resta de les parts inferiors són de color blanquinós groguenc o grogues, amb un dens clapejat negre característic. La llarga cua té motes negre prop del final i generalment manté la cua alçada. Les potes són de color rosat terròs i els ulls són marrons. Tots dos sexes tenen un aspecte idèntic encara que els joves són més groguencs que els adults a les parts inferiors i tenen un clapejat menys dens.
La prinia del Karoo només pot ser confosa amb el seu parent la prínia del Drakensberg però les parts inferiors són menys grogues i tenen un clapejat més dens que les d'aquesta última espècie.

## Distribució i hàbitat
És un ocell sedentari que habita a Sud-àfrica, Lesotho i l'extrem sud de Namíbia. Habita els matolls del karoo, el fynbos i els barrancs arbrats de les muntanyes dels semideserts.
És una espècie comuna a una àrea de distribució extensa, d'uns 670.000 km².

## Comportament
Es veu generalment en parelles o en petits grups, normalment a les parts baixes de matolls, però de vegades es posa a la part superior d'un arbust. S'alimenta activament d'insectes petits, amb la cua inclinada i sovint balancejada de costat a costat.
Crien d'agost a setembre. Construeix un niu ovalat amb fines parets d'herba i una entrada lateral. Està ben amagat a l'interior d'un matoll frondós.